# 私をみつけて
『私をみつけて』（わたしをみつけて、英: Find Me）は、高橋洋子の3枚目のオリジナル・アルバム。1994年11月26日にキティレコードから発売された。

## 概要

### アルバム解説
- キティレコードから発売された3枚目のアルバム。
- 前作『9月の卒業』から1年3ヶ月ぶりのリリースである。
- キャッチコピーは、「絵を描くように歌う "ボイスアーティスト 高橋洋子" 3rdアルバム。」[1]。
- 新曲6曲、既曲3曲、アレンジ曲1曲、カバー曲1曲という構成になっている。
- 本作リリース時点での未収録シングルは「思い出より遠く」。
- 2023年12月27日、サブスクリプション音楽配信サービスにて配信が開始された[2]。

### 楽曲解説
- 2曲目「$1,000,000の恋」は、星勝によってアレンジされたものが収録されている。
- 3曲目「ムーンライト・エピキュリアン」は、1ヶ月後にシングルカットされた。
- 6曲目「Non Non Lover」は、シングルとはタイトルの表記が少し異なっているが[注 1]、同音源である。
- 7曲目「地球の丘でダンスをしましょう」は、1ヶ月後にシングル「ムーンライト・エピキュリアン」のカップリングとしてリカットされた。
- 11曲目「浅い夢」は、来生たかおの楽曲をカバーしたものである。ボーカルが右側のスピーカーからしか流れない仕様になっている。1995年に発売された『来生たかおSONGS』には、イントロが若干カットされた未発表の音源が収録された。オリジナルシンガーの来生は、高橋がとの楽曲をカバーしてくれてとても嬉しかったと述べている[3]。高橋も来生の楽曲の中では、この曲が一番好きだと述べており[3]、歌詞を「美しい恋」と評した[3]。

## 収録曲
| #         | タイトル                            | 作詞       | 作曲                     | 編曲                                     | 時間  |
| --------- | ----------------------------------- | ---------- | ------------------------ | ---------------------------------------- | ----- |
| 1.        | 「太陽に抱かれて」                  | 田久保真見 | 高橋洋子                 | YO!キタロー                              | 3:55  |
| 2.        | 「$1,000,000の恋（Album Version）」 | 高橋洋子   | 上田知華                 | YO!キタロー 星勝（ストリングスアレンジ） | 4:23  |
| 3.        | 「ムーンライト・エピキュリアン」    | 田久保真見 | 山本健司                 | YO!キタロー                              | 5:09  |
| 4.        | 「あの頃に待ち合わせよう」          | 尾上文     | 今井忍                   | YO!キタロー ボーイ・ミーツ・ガール       | 5:23  |
| 5.        | 「神様のいたずら」                  | 田久保真見 | 高橋洋子                 | YO!キタロー                              | 4:08  |
| 6.        | 「Non Non Lover」                   | 高橋洋子   | 高橋洋子                 | YO!キタロー                              | 4:46  |
| 7.        | 「地球の丘でダンスをしましょう」    | -          | 高橋洋子                 | YO!キタロー                              | 2:17  |
| 8.        | 「私をみつけて」                    | 尾上文     | 高橋洋子                 | 柿崎洋一郎                               | 7:39  |
| 9.        | 「未来がなつかしい」                | 尾上文     | Christopher Alan Camozzi | YO!キタロー 柿崎洋一郎（補編曲）         | 4:59  |
| 10.       | 「涙がこぼれる」                    | 尾上文     | 高橋洋子                 | YO!キタロー                              | 6:24  |
| 11.       | 「浅い夢」                          | 来生えつこ | 来生たかお               | 柿崎洋一郎                               | 4:16  |
| 合計時間: | 合計時間:                           | 合計時間:  | 合計時間:                | 合計時間:                                | 53:19 |

## タイアップ
| 楽曲                         | タイアップ                                             |
| ---------------------------- | ------------------------------------------------------ |
| $1,000,000の恋               | テレビ朝日系『オ・ト・ナにして』挿入歌                 |
| ムーンライト・エピキュリアン | テレビ朝日系『いわんやトミーズをや』エンディングテーマ |
| あの頃に待ち合わせよう       | テレビ朝日系『オ・ト・ナにして』挿入歌                 |

## 参加ミュージシャン
| 太陽に抱かれて                 | 太陽に抱かれて                     |
| ------------------------------ | ---------------------------------- |
| arranged & performed           | YO!キタロー                        |
| $1,000,000の恋 (Album Version) |                                    |
| arranged & performed           | YO!キタロー                        |
| acoustic piano                 | 小島良喜                           |
| strings                        | 小池弘之グループ                   |
| chorus                         | たかはしごう                       |
| ムーンライト・エピキュリアン   |                                    |
| arranged & performed           | YO!キタロー                        |
| saxphone                       | 勝田一樹                           |
| drums & percussions            | 山木秀夫                           |
| あの頃に待ち合わせよう         |                                    |
| arranged & performed           | YO!キタロー&ボーイ・ミーツ・ガール |
| acoustic guitar                | 今井忍                             |
| acoustic piano                 | ロケット松                         |
| drums & percussions            | 山木秀夫                           |
| 神様のいたずら                 |                                    |
| arranged & performed           | YO!キタロー                        |
| Non Non Lover                  |                                    |
| arranged & performed           | YO!キタロー                        |
| 地球の丘でダンスをしましょう   |                                    |
| arranged & performed           | YO!キタロー                        |
| drums & percussions            | 山木秀夫                           |
| 私をみつけて                   |                                    |
| arranged & performed           | 柿崎洋一郎                         |
| keyboards                      | 柿崎洋一郎                         |
| drums & percussions            | 山木秀夫                           |
| 未来がなつかしい               |                                    |
| arranged & performed           | 柿崎洋一郎                         |
| keyboards                      | 柿崎洋一郎                         |
| 涙がこぼれる                   |                                    |
| arranged & performed           | YO!キタロー                        |
| electric guitar                | 近藤房之助                         |
| acoustic piano                 | 小島良喜                           |
| 浅い夢                         |                                    |
| arranged & performed           | 柿崎洋一郎                         |
| keyboards                      | 柿崎洋一郎                         |

## スタッフクレジット
| produced               | 大平太一（キティエンタープライズ）、YO!キタロー                        |
| co-produced & mixed    | 諸鍛冶辰也（MIG）                                                      |
| additional engineer    | 木下George孝（CLOCKWISE）、石崎優（CLOCKWISE）                         |
| recorded & mixed at    | BS & T                                                                 |
| mastering engineer     | 加藤正昭、木下George孝（CLOCKWISE）                                    |
| digital mastered at    | Sunrise Studio                                                         |
| A&R                    | 穂苅太郎（キティエンタープライズ）                                     |
| promotion coordination | 軽部重信（キティエンタープライズ）、末崎正展（キティエンタープライズ） |
| artist management      | 岡本かやの                                                             |
| executive producer     | 多賀英典（キティグループ）                                             |
| art direction & design | 塚本佳哉樹                                                             |
| design                 | 保田好宏                                                               |
| photos                 | 森豊                                                                   |
| hair & make            | 悦見美和子、野元政直（SEINTS）                                         |
| art work co-ordination | 野口小百合                                                             |